# Everly (Iowa)
Pour les articles homonymes, voir Everly (homonymie).
Everly est une ville du comté de Clay, situé en Iowa, États-Unis. La population était de 647 habitants lors du recensement de 2000.

## Géographie
Everly est située à 43° 09′ 35″ N, 95° 19′ 31″ O.
Selon le bureau de recensement des États-Unis, la ville a une aire totale de 2,9 km², entièrement sur la terre.